# Танел Хил (Џорџија)
Танел Хил (Џорџија) (енгл. Tunnel Hill) град је у америчкој савезној држави Џорџија. По попису становништва из 2010. у њему је живело 856 становника.

## Демографија
Према попису становништва из 2010. у граду је живело 856 становника, што је 353 (29,2%) становника мање него 2000. године.
| Група             | 2000.         | 2010.       |
| Белци             | 1.117 (92,4%) | 787 (91,9%) |
| Афроамериканци    | 31 (2,6%)     | 32 (3,7%)   |
| Азијати           | 2 (0,2%)      | 2 (0,2%)    |
| Хиспаноамериканци | 48 (4,0%)     | 30 (3,5%)   |
| Укупно            | 1.209         | 856         |